# Seznam gvatemalskih nogometašev
Seznam gvatemalskih nogometašev.

## A
- Erwin Aguilar
- Claudio Albizuris
- Cristian Alvarez
- Jairo Arreola

## C
- Wilber Caal
- Gustavo Cabrera
- Mario Castellanos
- Carlos Castrillo
- Marco Ciani
- José Manuel Contreras
- Edgar Cotto

## F
- Carlos Figueroa
- Yony Flores
- Ricardo Trigueño Foster

## G
- Carlos Gallardo

## H
- José Hidalgo

## I
- Fredy Iboy

## J
- Ricardo Jerez

## L
- Wilson Lalín
- Manuel León
- Jonathan Lopez
- Minor Lopez

## M
- Jean Márquez
- Henry Medina
- Luis Pedro Molina
- Tránsito Montepeque
- Riqui Nelson Murga

## N
- Cristian Noriega

## O
- Danny Ortiz

## P
- Marco Pappa
- Juan Jose Paredes
- Dwight Pezzarossi

## R
- Guillermo Ramírez
- Luis Rodríguez
- Mario Rodríguez
- Gonzalo Romero
- Carlos Ruiz
- Gregory Lester Ruiz

## T
- Abner Trigueros

## V
- Wilfried Velásquez
- Jaime Vides
- Edwin Villatoro